# Idiurus
Idiurus és un gènere d'anomalúrids molt petits que viuen a la jungla d'Àfrica. Es tracta de versions en miniatura dels seus parents més propers, els membres del gènere Anomalurus, i formen part del conjunt de mamífers planadors de l'Àfrica subsahariana.

## Descripció
Igual que els seus parents més grossos del gènere Anomalurus, aquests animals tenen un patagi que s'estén des del cúbit fins al turmell i els permet planar de manera similar a com ho fan els esquirols voladors. Tenen una mena d'escates còrnies a sota de la cua. Es caracteritzen per la seva mida petita: amb una llargada corporal de 7–9 cm i una cua de 8–13 cm, les seves dimensions són entre una cinquena i una tercera part de les dels seus parents del gènere Anomalurus.

## Comportament
Les espècies d'Idiurus són animals nocturns que es passen el dia a dins de forats als troncs d'arbres. Encara no se sap gaire cosa sobre el seu estil de vida. Sembla que s'alimenten principalment de fruita i viuen en colònies d'entre 12 i 100 exemplars, de vegades compartint els forats amb ratpenats. Com que passen tant de temps amagat, no se'ls veu gaire sovint, però no es creu que siguin rars o que estiguin amenaçats.

## Taxonomia
El gènere conté dues espècies:
- I. macrotis (Àfrica Occidental i Central)
- I. zenkeri (Àfrica Central)

Anteriorment se'n reconeixien dues altres espècies, I. langi i I. panga, però actualment se les considera sinònimes de I. macrotis.